# Pierre-Alexandre Junod
Pierre-Alexandre Junod (* 18. November 1909 in La Chaux-de-Fonds; † 25. September 2001 in Neuenburg) war ein Schweizer Maler, Zeichner, Plakatkünstler, Lithograf, Plastiker und Kunstlehrer.

## Leben und Werk
Junod besuchte 1928/1929 den Vorkurs an der Kunstgewerbeschule Zürich. Seine dortigen Lehrer waren u. a. Walter Roshardt, Carl Fischer und Gottlieb Wehrli. Anschliessend hielt sich Junod bis 1933 an der École des Beaux-Arts in Genf auf. 1932 begleitete er einen französischen Journalisten bei Interviews mit internationalen Diplomaten und porträtierte diese für Pariser Tageszeitungen.
Da er keine Anstellung als Zeichenlehrer in Neuenburg fand, entwarf Junod erste Plakate im Stil des Sachplakats und machte sich als Plakatgestalter rasch einen Namen. 1936 erhielt er das Angebot einer Stellvertretung als Zeichenlehrer und wurde kurz darauf fest angestellt. Junod unterrichtete von 1936 bis 1976 u. a. Zeichnen, Malen, die Grundlagen der Bildhauerei sowie Kunstgeschichte an verschiedenen Schulen in Neuenburg. Auch unternahm er mit seinen Schulklassen ausgedehnte Kunstreisen in Europa.
Junod widmete sich ab den 1960er Jahren vermehrt seinen eigenen künstlerischen Werken. Diese stellte er ab 1964 wiederholt, vornehmlich in der Schweiz, in Ausstellungen aus. Zudem stellte er in Gruppenausstellungen in Paris, New York und Tokio aus. 2012 richtete ihm die Galerie Belimage in Valangin eine umfassende Ausstellung aus.